# C23H26N2O
化学式C23H26N2O（摩尔质量：346.474 g/mol）可以指：
- SGT-280（CUMYL-CBMICA），CAS号：2571070-88-5
- 罗克吲哚（英语：Roxindole）（EMD-49980），CAS号：112192-04-8

|  | 这个同类索引页列出了具有相同分子式的化学物（即同分異構體）条目。 除非您是有意链接至本页，否则应将相应条目的内部链接指向正确的条目。 |